# Bourganeuf
Bourganeuf è un comune francese di 3 138 abitanti situato nel dipartimento della Creuse nella regione della Nuova Aquitania.

## Società

### Evoluzione demografica
Abitanti censiti